# Maurice Domon
Pour les articles homonymes, voir Domon.
Maurice Domon (1903-1983), créateur et marionnettiste de la compagnie de marionnettes traditionnelles picardes Chés Cabotans d'Amiens.

## Biographie

### Les débuts d'un marionnettiste
Maurice Domon avait durant son enfance fréquenté le théâtre de marionnettes de Jules Barbier, rue Rigollot, dans le Faubourg de Noyon à Amiens. Il s'inspira du genre et du jeu de cette troupe quand il devint lui-même marionnettiste.
Maurice Domon débuta dans la troupe de marionnettes Les Amis de Lafleur en 1930, mais déçu par leur jeu et leur manque de verve, il décida de créer sa propre compagnie.

### Fondateur de la compagnieChés Cabotans d'Amiens
C'est en 1933, que fut créée par Maurice Domon la compagnie des Cabotans, qui incarne, aujourd'hui encore, un aspect essentiel et vivant du patrimoine picard, avec pour personnages principaux Lafleur, Sandrine et Tchot Blaise accompagnés de personnages secondaires. Avec son épouse, Suzanne Domon, qui faisait les costumes, René Lamps qui sculpta plus d'une centaine de personnages dont Lafleur, il anima la compagnie pendant plus de trente ans et lui donna la popularité qu'elle a gardée aujourd'hui. Il comprit, dès les années 1930, que les manipulateurs devaient être en même temps récitants pour que le jeu ait du rythme et une certaine spontanéité. Maurice Domon fut l'interprète du rôle de Tchot Blaise.

### La consécration
En 1967, la compagnie des Cabotans devint le Théâtre officiel du Musée d'art local et d'histoire régionale de la ville d'Amiens, sous la houlette de Françoise Rose qui resta à la tête de la troupe pendant plus de 45 ans (la jeune femme brune vers la droite de la photo).
En 1969, Maurice Domon transmet la direction du théâtre de marionnettes à Françoise Rose, interprète du rôle de Sandrine.
Décédé en 1983, il est inhumé à Amiens, au Cimetière Saint-Acheul.

## Pour approfondir